# Euphorbia andrachnoides
Euphorbia andrachnoides là một loài thực vật có hoa trong họ Đại kích. Loài này được Schrenk mô tả khoa học đầu tiên năm 1844.